# Elsabosjön
Elsabosjön är en sjö i Jönköpings kommun och Tranemo kommun i Småland och ingår i Nissans huvudavrinningsområde. Sjön är 9 meter djup, har en yta på 0,932 kvadratkilometer och är belägen 316,9 meter över havet. Sjön avvattnas av vattendraget Grissleån. Vid provfiske har bland annat abborre, braxen, gädda och karpfisk (obestämd) fångats i sjön.

## Delavrinningsområde
Elsabosjön ingår i det delavrinningsområde (639630-137568) som SMHI kallar för Utloppet av Elsabosjön. Avrinningsområdets medelhöjd är 332 meter över havet och ytan är 9,33 kvadratkilometer. Det finns inga delavrinningsområden uppströms utan avrinningsområdet är högsta punkten. Grissleån som avvattnar avrinningsområdet har biflödesordning 2, vilket innebär att vattnet flödar genom totalt 2 vattendrag innan det når havet efter 191 kilometer. Delavrinningsområdet består mestadels av skog (25 procent) och sankmarker (56 procent). Avrinningsområdet har 0,93 kvadratkilometer vattenytor vilket ger avrinningsområdet en sjöprocent på 10 procent.

## Fisk
Vid provfiske har följande fisk fångats i sjön:
- Abborre
- Braxen
- Gädda
- Karpfisk obestämd
- Mört
- Ål